# بردبری، نیو ساوت ولز
بردبری (به انگلیسی: Bradbury) یک حومه شهر در استرالیا است که در نیو ساوت ولز واقع شده‌است.